# Nupserha monticola
Nupserha monticola là một loài bọ cánh cứng trong họ Cerambycidae.